# リーガル・エンターテインメント・グループ
リーガル・シネマズ（Regal Cinemas）は、アメリカ合衆国テネシー州に本社を置くシネワールド傘下の映画館チェーン。